# سارا كرو
سارا كرو (بالإنجليزية: Sara Crowe)‏ هي ممثلة بريطانية، ولدت في 22 مارس 1966 في Irvine, North Ayrshire ‏ في المملكة المتحدة.

## وصلات خارجية
- سارا كرو على موقع IMDb (الإنجليزية)
- سارا كرو على موقع روتن توميتوز (الإنجليزية)
- سارا كرو على موقع ألو سيني (الفرنسية)
- سارا كرو على موقع ميوزك برينز (الإنجليزية)
- سارا كرو على موقع قاعدة بيانات الفيلم (الإنجليزية)